# Gaza Youth Committee
Das Gaza Youth Committee (arabisch لجنة شباب غزة, DMG Laǧnat Šabāb Ġazza) war eine Friedensinitiative im Gazastreifen. Sie wurde 2010 von Rami Aman gegründet. 2019 hatte die Gruppe mehr als 200 Mitglieder.
Die Organisation ist ein Mitglied der Alliance for Middle East Peace.

## Aktionen
Das Gaza Youth Committee trat für „eine friedliche Lösung des palästinensisch-israelischen Konflikts und ein Ende der israelischen Belagerung des Gazastreifens“ ein („wants a peaceful resolution to the Palestinian-Israeli conflict and an end to the Israeli siege on Gaza“). Hauptstrategie dazu war die Unterstützung der örtlichen Jugend und der Aufbau zwischenmenschlicher Beziehungen zwischen Jugendlichen aus Gaza und Israelis, sowie auch der Aufbau von Beziehungen zwischen Jugendlichen aus Gaza und aus dem Westjordanland. Die Organisation hat auch Schulungen zur Gewaltlosigkeit durchgeführt und eine Briefkampagne an internationale Aktivisten.
2015 startete die Gruppe die Initiative „Skype with your Enemy“ (Skype mit deinem Feind), bei der die Gruppe gemeinsame Telefonkonferenzen mit Palästinensern und Israelis veranstaltet. Während der Videoanrufe diskutieren die Teilnehmer über die Realitäten des Lebens in Gaza und Israel.
2018 veranstaltete die Gruppe eine Demonstration, bei der sie 200 Tauben freiließ, jede mit einer Friedensbotschaft.
2018 und 2019 organisierte die Gruppe während des Ramadan Skype-Anrufe zwischen Bewohnern des Gazastreifens und amerikanischen Bürgern.
Im März 2019 wurde der Gründer der Gruppe, Rami Aman, nach einem „Skype-mit-deinem-Feind“-Anruf festgenommen; er kam kurz darauf wieder frei.
Am Jom haZikaron 2019 übertrug die Organisation die Alternative Gedenkzeremonie (Alternative Memorial Ceremony), die in Tel Aviv stattfand und vom israelisch-palästinensischen Forum für Hinterbliebene und Friedenskämpfer (Israeli-Palestinian Bereaved Family Forum and Combatants for Peace) im Gazastreifen organisiert wurde. Im Juni desselben Jahres organisierte das Gaza Youth Committee „Frieden und Freiheit“-Rad- und Fußrennen (Peace and Freedom cycling and foot races), an denen sowohl palästinensische als auch israelische Teilnehmer teilnehmen konnten. Drei Mitglieder des GYC wurden anschließend verhaftet und wegen „Normalisierung“ („normalization“) belangt.
2020 wurden Aman, Manar al-Sharif und ein drittes GYC-Mitglied verhaftet, wiederum nach einem Zoom-Anruf mit Palästinensern und Israelis.